# Њедашовце
Њедашовце (слч. Nedašovce) насељено је мјесто са административним статусом сеоске општине (слч. obec) у округу Бановце на Бебрави, у Тренчинском крају, Словачка Република.

## Становништво
| Година:    | 1994. | 2004.   | 2014.   | 2024.   |
| ---------- | ----- | ------- | ------- | ------- |
| Број људи: | 443   | 455     | 439     | 427     |
| Разлика:   |       | +2,70 % | -3,51 % | -2,73 % |

| Година:    | 2023. | 2024.   |
| ---------- | ----- | ------- |
| Број људи: | 435   | 427     |
| Разлика:   |       | -1,83 % |

Према подацима о броју становника из 2011. године насеље је имало 433 становника.